# مركز علوم الحلال جامعة شولالونغكورن
مركز علوم الحلال جامعة شولالونغكورن (بالتايلندية: ศูนย์วิทยาศาสตร์ฮาลาล จุฬาลงกรณ์มหาวิทยาลัย) هو مركز تعليمي يحوي شبكة من المختبرات يقع في تايلاند. المركز مكرس للحفاظ على معايير الطعام الحلال، وهو المصطلح العربي الذي يعين الأشياء أو الأعمال المقبولة في الإسلام ويستخدم بشكل متكرر في الإشارة إلى الأطعمة المسموح بها. يمثل المركز الشبكة الأساسية المخصصة لعلوم الحلال في تايلاند، ووفقًا لمجلة الحلال الماليزية التي منحتها جائزة أفضل ابتكار في صناعة الحلال في عام 2006، "فهي أول مؤسسة مخصصة لعلوم الحلال في العالم."

## أعماله
يُحلل مركز علوم الحلال المواد الغذائية للملوثات غير المتوافقة مع قوانين الإسلام، ويقوم بإجراء أبحاث حول طرق جديدة لإعداد الطعام والكواشف الجديدة للكشف عن هذه الملوثات. كما يوفر المعلومات والتدريب للجمهور وقطاع الخدمات الغذائية فيما يتعلق بإعداد الطعام وفقا للشريعة الإسلامية، بما في ذلك تقديم درجة البكالوريوس في التغذية وعلم التغذية.

## التاريخ
بدأ المركز كمركز مركزي للمختبر والمعلومات العلمية لتطوير الأغذية الحلال في جامعة شولالونغكورن في عاصمة تايلند بانكوك، وذلك في 13 أغسطس 2003، بموجب منحة من مجلس الوزراء التايلاندي. بعد ذلك، أنشأ المركز مختبرات في أكثر من عشر جامعات ومؤسسات أخرى قبل إعادة تنظيمها كمركز لعلوم الحلال. المدير المؤسس لمركز علوم الحلال هو أ.د. ويناي دحلان.
في عام 2006 حصل المركز على جائزة أفضل ابتكار في صناعة الحلال من مجلة حلال الماليزية. قام بتقديم الجائزة عبد الله أحمد بدوي رئيس وزراء ماليزيا في حفل أقيم في العاصمة كوالالمبور.

## وصلات خارجية
- موقع المركز الرسمي